# 毛冠可爱花
毛冠可爱花（学名：Eranthemum pubipetalum）为爵床科喜花草属的植物，为中国的特有植物。分布在中国大陆的贵州、云南、广西等地，生长于海拔150米至700米的地区，多生在河边灌木丛中及山谷林中阴处。